# Carrer de Sant Ramon (Alella)
El Carrer de Sant Ramon és una obra d'Alella (Maresme) protegida com a Bé Cultural d'Interès Local.

## Descripció
Element urbà. Carreró sense sortida o en forma de cul de sac. Destaca en l'actualitat perquè conserva la seva estructura original, amb els habitatges a una banda del carrer, i els patis frontals a l'altra. El carreró, encara que no en massa bon estat, conserva també la tanca de ferro que aïlla de l'exterior el conjunt de cases. Un parral i altres elements vegetals cobreixen i proporcionen ombra a l'estiu. Aquesta estructura de carrer, freqüent a la comarca i a altres carrers d'Alella, s'ha conservat degut a l'ús exclusiu de vianants, sense permetre l'entrada d'automòbils. És, precisament aquest últim element, el que ha fet que no fos possible conservar a altres carrers els patis frontals separats degut al creixent tràfic de vehicles.